# Spilosoma rufescens
Spilosoma rufescens är en fjärilsart som beskrevs av Gaspard Auguste Brullé 1836. Spilosoma rufescens ingår i släktet Spilosoma och familjen björnspinnare. Inga underarter finns listade i Catalogue of Life.